# Charlotte Mason
Charlotte Mason (1 de enero de 1842 - 16 de enero de 1923) fue una educadora y reformadora británica que a fines del siglo XIX y principios del siglo XX ejerció una gran influencia en la educación a través de las escuelas formadas por padres ávidos por dar a sus hijos una educación vasta y enriquecedora. La visión de Mason abarcaba no solo a la mayoría de los niños, que en ese entonces se educaban en el hogar, sino también a los niños que normalmente no podían acceder a la educación debido a sus orígenes socioeconómicos.

## Reseña biográfica
Mason enseñó durante más de diez años en la Escuela Davison en Worthing, Inglaterra. Entre 1880 y 1892, Mason escribió una popular serie de geografía llamada The Ambleside Geography Books (aún no traducidos al español):
- Geografía elemental: Libro I para el Estándar II (1881)
- El Imperio Británico y las Grandes Divisiones del Mundo: Libro II para el Estándar III (1882)
- Los condados de Inglaterra: Libro III para el Estándar IV (1881)
- Los países de Europa, su paisaje y pueblos: Libro IV para el Estándar V (1883)
- El viejo y nuevo mundo: Asia, África, América, Australia: Libro V (1884)

Más tarde, Mason fue profesora en Bishop Otter Teacher Training College en Chichester, Inglaterra, donde trabajó más de cinco años y dio una serie de conferencias sobre la educación de niños menores de 9 años, que más adelante se publicaría como Educación en el hogar (1886).
Cofundó la Unión de Padres de Educación (PEU), una organización que proporcionó recursos a los padres para educar a sus hijos en el hogar. Se lanzó y se desempeñó como editora en jefe en Parents 'Review para mantenerse en contacto con los miembros de PEU.

## Ambleside, Inglaterra
Mason se mudó a Ambleside , Inglaterra, en 1891 y estableció la House of Education (Casa de la educación), una escuela de capacitación para institutrices y otras personas que trabajan con niños pequeños. Para 1892, se creó la Unión Educativa Nacional de Padres (PNEU), a partir de lo cual surgieron escuelas denominadas Parents' Review School, más tarde conocidas como Parents' Union Schools, en la que se enseñaba a los niños de acuerdo con la filosofía y los métodos educativos de Mason.
Durante los años transcurridos entre la publicación de los volúmenes primero y sexto de su serie educativa, otras escuelas adoptaron su filosofía y métodos. El establecimiento de Ambleside se convirtió en una universidad de formación de docentes para abastecer a todas las escuelas PNEU que estaban surgiendo, así como para ayudar con los programas de correspondencia ofrecidos a padres británicos viviendo en el extranjero. La escuela capacitó a mujeres jóvenes de acuerdo con los métodos de Mason, tanto en hogares como en escuelas.  Mason pasó sus últimos años supervisando esta red de escuelas.
Después de su muerte, la escuela de capacitación se denominó Charlotte Mason College, dirigida por las autoridades de Cumbrian Local Education Authority.  En la década de 1990, debido a dificultades financieras, se convirtió en la décima universidad de la Universidad de Lancaster. Como tal, cuatro años después un informe desvaborable provocó que se fusionara con St Martin's College, quedando como campus Ambleside de St Martin's College.
Los edificios ahora forman parte de la Universidad de Cumbria, y también existe un museo. En marzo de 2008, la Universidad anunció planes para dar por finalizada la capacitación de docentes en Ambleside y de dedicar el campus a iniciativas de posgrado y conferencias.

## Filosofía educativa
La filosofía educativa de Mason está descrita en su totalidad en la serie educativa Educación en el hogar de Mason. Dos lemas clave tomados de sus principios educativos son "La educación es atmósfera, disciplina, vida" y "La educación es la ciencia de las relaciones". Propugnó que los niños nacían personas y deberían ser respetados como tales; también que se les debe enseñar el Camino de la Voluntad y el Camino de la Razón. Su lema para los estudiantes era "Lo soy, lo puedo, lo debo, lo haré".  Según Mason, los niños tienen un amor natural por el aprendizaje, y ella ideó estrategias que facilitaron esto mediante la creación de una atmósfera positiva de aprendizaje.  

Mason puso gran énfasis en la lectura de literatura de alta calidad y acuñó la frase "libros vivientes" para denotar aquellos escritos que "despiertan la imaginación del niño a través del tema".  Su filosofía ha tenido un tremendo impacto en la educación en el hogar en todo el mundo y sus métodos fueron adoptados por los pioneros en la creación de planes de estudio como David Quine, Sonya Shafer y Karen Smith, y tanto Susan Craven como Leslie Nolani Laurio ha compilado listas de "libros vivientes" (en inglés).
«Siempre nos hemos esforzado mucho por exponer la idea de que la educación surge de nuestra relación con Dios Todopoderoso y descansa en tal relación. Nuestra postura a este respecto es muy clara. No es meramente una educación religiosa la que entregamos, ya que eso parecería dar pie a la posibilidad de que existe otro tipo de educación, una educación secular, por ejemplo; sino que declaramos que toda la educación es divina, que todo buen don de conocimiento y sabiduría proviene de lo alto, que Dios Espíritu es el supremo educador de la humanidad, y que el punto cúlmine de toda educación (que hasta un un niño pequeño puede llegar) es el conocimiento personal de Dios y la comunión íntima con Él, la relación en la que nuestro ser halla su completa perfección». Charlotte Mason, Educación escolar.

## Publicaciones
Serie Educación en el hogar
- Volumen 1: Educación en el hogar (1886)
- Volumen 2: Padres e hijos
- Volumen 3: Educación escolar
- Volumen 4: Nosotros mismos (1904)
- Volumen 5: Formación del carácter (1905)
- Volumen 6: Hacia una filosofía de la educación (1923)

Geografía elemental (Disponible en español)
Poetry: The Savior of the World (Poesía: el Salvador del mundo) (1908-1914)
Scale How Meditations (Meditaciones en Scale How)